# Christoph Eschenbach
Christoph Eschenbach (Wrocław, 20 de fevereiro de 1940) é um renomado pianista e maestro.
Nascido em Breslau, Alemanha (hoje Wrocław, Polônia), Eschenbach ficou órfão durante a Segunda Guerra Mundial. Ganhou inúmeros prêmios em competições de piano e em 1964 fez sua primeira gravação para a Deutsche Grammophon (uma peça de Mozart), assinando contrato com a gravadora.
Eschenbach é o atual diretor da Orchestre de Paris e da Philadelphia Orchestra. A ele é creditado o apoio ao desenvolvimento da carreira de músicos jovens e talentosos, como a soprano Renée Fleming e os pianistas Tzimon Barto e Lang Lang.